# Heptameron
Heptameron – niedokończony zbiór opowiadań napisanych przez Małgorzatę z Nawarry. Dzieło zostało rozpoczęte w 1542 roku, a przerwała je śmierć autorki w 1549 roku. Składa się z 72 nowel, które w ciągu 7 dni opowiada sobie dla zabicia czasu grupa dziesięciu podróżników (pięć kobiet i pięciu mężczyzn), którzy z powodu powodzi, schronili się w Opactwie w Serrance u podnóża Pirenejów, gdzie przez dziesięć dni oczekiwać muszą na zbudowanie mostu w miejsce tego, który zabrały wezbrane wody rzeki Gave.
Tematem przewodnim wszystkich opowiadań jest miłość. Po każdej skończonej opowieści, rozmówcy spierają się o jej sens, o motywy, którymi kierowali się bohaterowie, demaskują ich ukryte pobudki  i złą wiarę, która kazała im oszukiwać samych siebie. 
Pod względem kompozycji utwór nawiązuje do Dekameronu Giovanniego Boccaccia oraz do Księgi tysiąca i jednej nocy, opowiadania zachowują swoją autonomię, ale komponują się w jedną całość. Utwór opublikowano w 1559 roku.